# Territorio Indígena Alto Chirripó
Chirripó es uno de los territorios indígenas del pueblo cabécar de Costa Rica, fundado en 1993.
La lengua cabécar es la más hablada por la población, en un 80% (alcanza hasta el 96% en Chirripó). Los cabécar son la comunidad indígena costarricense más aislada y de más difícil acceso, por lo que también es una de las que más ha preservado su cultura, idioma y religión.

## Geografía
Este territorio fue definido jurídicamente en 1976 y abarca la parte alta del río Chirripó. Por razones políticas, en 1984 la región fue dividida en dos sectores: Chirripó y Bajo Chirripó. Actualmente, esta es la zona donde vive la mayor parte de la población cabécar. El 20 de octubre de 1999 se crea el distrito de Chirripó en el cantón de Turrialba con el fin de dotar a la población cabécar de una región administrada totalmente por ellos. 

## Demografía
Para el censo de 2011, este territorio tiene una población total de 6341 habitantes, de los cuales 5985 habitantes (94,39%) son de etnia indígena.